# كينغستون أبون هول الشمالية (دائرة انتخابية في المملكة المتحدة)
كينغستون أبون هول الشمالية  (بالإنجليزية: Kingston upon Hull North)‏ هي إحدى الدوائر الانتخابية في المملكة المتحدة الممثلة في مجلس العموم في برلمان المملكة المتحدة.
عضو البرلمان الذي يمثلها حالياً هو :Ms Diana R. Johnson (Lab).